# プラチナボーイズ
プラチナボーイズ （ぷらちなぼーいず）は、日本の芸能事務所・ライジングプロダクションの所属のボーイズポップスグループ。オフィシャルファンクラブ「プラっとHOME」が存在する。
2019年10月30日に1st Single「君へ届け 」をリリースし、デビュー。

## 経歴
- 2019年結成。
- 2019年10月30日、1st Single「君へ届け」をリリースし、デビュー。MVは沖縄・としまえん・スタジオで撮影し、実際使用されている映像はビジュアルを優先したスタジオが大半を占め、沖縄のシーンは冒頭と曲終わりの数十秒。沖縄を楽しんだメンバーは「贅沢な沖縄の使い方」と後にラジオで語った[2]。としまえんの映像についてはお蔵入り。
- 2020年2月、ニッポン放送でWebラジオ番組「プラチナボーイズのオールナイトニッポンi」がスタート。
- 2020年7月10日、グループのYouTubeチャンネルを開設。企画、撮影、編集をメンバーで行っている。
- 2022年3月、和田光太郎が家業を継ぐためグループを脱退。4人体制となる[3]。
- 2023年5月、長田光平がソロ活動に専念するためグループを脱退。3人体制となる[4]。
- 2024年7月18日、オフィシャルファンクラブ「プラっとHOME」を開設。[5]
- 2025年5月26日、牧田一成のグループ脱退およびソロ活動専念と、⾼橋良彰・東海林瑞輝・⼭ヶ城航希・神⾨朝陽を加え６人の新体制となることを発表[6]。

## メンバー

### 現メンバー
- 小池成（こいけ じょう、1990年4月20日）
  - 長野県出身
  - グループのダンス振付を担当[7]。
  - 趣味は牧田一成の家族の写真をコラージュすること[8]、通信販売の深夜のタイムセールで洋服を買うこと[9]。
  - 高校で生徒会長を務めたが、本人曰く「ただ目立ちたかっただけ」[10]。
  - 2022年4月20日、自身の32歳の誕生日に個人YouTubeチャンネル「小池成のぎゅんぎゅんチャンネル♡」を開設。
- 小川拓哉（おがわ たくや、1993年9月20日）
  - 埼玉県出身
  - 元々演技が好きで、俳優を志し芸能界に入る[11]。
  - 中学社会、高校地理歴史公民の教員免許を持つ[12]。
  - 好きな食べ物は甘いもので、中でも生クリームが好き。ディズニーが好きで、好きなキャラクターはヘラクレス[13]。
  - 個人チャンネルにてゲーム実況配信を行なっている。エーペックスレジェンズモバイル版シーズン1〜3プレデター[14]。
- ⾼橋良彰（たかはし　よしあき、1998年9月3日）
  - 東京都出身
  - 前職はゴールドジムの店長をしていた。
  - 2024年に行われたtimeleszの新メンバーオーディション「timelesz project-AUDITION」に参加。視聴者からは「高橋店長」の愛称で呼ばれていた。
  - 2025年5月26日よりプラチナボーイズへ加入。
- 東海林瑞輝（とうかいりん　みずき、1997年6月14日）
  - 山形県出身
  - 2018年、5人組メンズアイドルグループ「Vi-stud’Z」(ヴィースタッズ)のメンバーとして東海林冴紀（とうかいりん　さつき）の芸名で活動していた。
  - 高校卒業後、化粧品業界に関心を持ち日本工学院専門学校へ進学。2年間学んだのち、東京工科大学へ編入。[15]
  - 2025年5月26日よりプラチナボーイズへ加入。
- ⼭ヶ城航希（やまがじょう　こうき、1999年10月15日）
  - 大阪府出身
  - 身長182cm
  - メンズダンス＆ボーカルユニット「三日月」のメンバーとして活躍[16]。
  - 2025年5月26日よりプラチナボーイズへ加入。
- 神⾨朝陽（じんもん　あさひ、2005年1月8日）
  - 静岡県出身
  - 2024年、第37回ジュノン・スーパーボーイ・コンテストに参加。
  - 2025年5月26日よりプラチナボーイズへ加入。
  - KPOPが好きで、ダンス、歌、アクロバットが得意。

### 脱退メンバー
- 和田光太郎（わだ こうたろう、1997年2月6日）
  - 新潟県出身
  - 自称リーダー。[17]
  - 小学4年生から高校3年生までずっと野球部で坊主だった。好きな球団は巨人。小池の部屋の片付けを手伝ってくれるくらい優しくて綺麗好き。
- 長田光平（ながた こうへい、1997年9月12日）
  - 神奈川県出身
  - 映画アンドリューNDR114を見たことをきっかけに、映画を通して感動を届けられる人になりたいと思い、芸能界に入る[18]。
  - 趣味はアニメと映画鑑賞。毎日2本ペースで映画を観ている[19]。
  - 2022年1月、自身としては初の舞台作品となるミュージカル『刀剣乱舞』〜江水散花雪〜に小竜景光役として出演[20]。
- 牧田一成（まきた いっせい、1998年8月8日）
  - 静岡県出身
  - グループ最年少、自称193cm。
  - チャームポイントは前歯。
  - グループのYouTubeチャンネルの編集長を務めている。YouTubeの編集は趣味の一つとして捉えており、動画の中でメンバーの個性が見られるのを楽しんでいる[21]。

## 作品

### シングル
- 『君へ届け』（2019年10月30日） - TBS「CDTV」10月・11月オープニングテーマ曲[22]。 2019年10月14日〜11月3日のbayfm MIDNIGHT POWER PLAY[23]。2021年6月11日、ダウンロード＆ストリーミング配信開始。2021年7月7日より全国のCDSHOPにて注文可能となった[24]。

| 枚  | 発売日         | タイトル | 販売形態                      | 規格品番     |
| --- | -------------- | -------- | ----------------------------- | ------------ |
| 1st | 2019年10月30日 | 君へ届け | 初回盤DVD A（小川拓哉）       | XNRR-10014/B |
| 1st | 2019年10月30日 | 君へ届け | 初回盤DVD B（小池成）         | XNRR-10015/B |
| 1st | 2019年10月30日 | 君へ届け | 初回盤DVD C（長田光平）       | XNRR-10016/B |
| 1st | 2019年10月30日 | 君へ届け | 初回盤DVD D（牧田一成）       | XNRR-10017/B |
| 1st | 2019年10月30日 | 君へ届け | 初回盤DVD E（和田光太郎）     | XNRR-10013/B |
| 1st | 2019年10月30日 | 君へ届け | 初回盤DVD F（全員）           | XNRR-10012/B |
| 1st | 2019年10月30日 | 君へ届け | 初回盤Blu-ray G（小川拓哉）   | XNRR-10020/B |
| 1st | 2019年10月30日 | 君へ届け | 初回盤Blu-ray H（小池成）     | XNRR-10021/B |
| 1st | 2019年10月30日 | 君へ届け | 初回盤Blu-ray I（長田光平）   | XNRR-10022/B |
| 1st | 2019年10月30日 | 君へ届け | 初回盤Blu-ray J（牧田一成）   | XNRR-10023/B |
| 1st | 2019年10月30日 | 君へ届け | 初回盤Blu-ray K（和田光太郎） | XNRR-10019/B |
| 1st | 2019年10月30日 | 君へ届け | 初回盤Blu-ray L（全員）       | XNRR-10018/B |

- 『Esmeralda』（2023年3月27日） - デジタルシングルとしてリリース[25]。 2023年7月17日にMU-CA（ミュージックカード）が発売[26]。
- 『Show Me What You Got』 （2023年7月17日） - デジタルシングルとしてリリース[27]。同日に発売される『Esmeralda』のMU-CA（ミュージックカード）に収録されている[28]。

## ライブ・イベント

### ライブ
- 2019年
  - 「君へ届け」発売記念ミニライブ＆トークショー＆特典会（2019年8月26日、9月2日、9月30日、10月7日、 11月2日、原宿駅前ステージ）
  - 「君へ届け」ハロウイン限定特典会（2019年10月29日-10月31日、SHIBUYAアルティメットハロウィン）
  - 「君へ届け Premium Showcase」（2019年11月15日-12月25日、原宿駅前ステージ）
  - ニッポン放送第45回 ラジオ・チャリティ・ミュージックソン 愛の泉 ＠WHITE KITTE （2019年12月25日、愛の泉@WHITE KITTE）
- 2020年
  - 「君へ届け Premium Showcase」追加公演（2020年1月17日-2月1日、原宿駅前ステージ）
  - 「君へ届け」発売記念ミニライブ＆特典会（2020年2月7日、イオンモール旭川駅前）
  - 東芝スノーステージ・HBCラジオ公開録音「旭川冬まつりスノーステージ In Asahikawa」（2020年2月8日、スノーステージ(石狩川旭橋河畔会場)）
- 2021年
  - 「君へ届け」配信リリース記念YouTube Live（2021年6月11日）
- 2022年
  - 旭川市市制施行100年記念事業 野外フェスティバル（2022年10月16日、スタルヒン球場特設ステージ）
- 2023年
  - Sol naciente ~Tercera vez~（2023年1月18日、duo MUSIC EXCHANGE）
  - dopeness（2023年3月17日、ROPPONGI unravel tokyo）
  - RISING RECORDS PRESENTS ミニライブイベント（2023年4月9日・6月18日・7月9日、大宮ステラタウン ステラモール／6月3日、モリシア津田沼／6月24日、テラスモール松戸／7月2日、カメイドクロック／7月17日、イオンモール浦和美園）
  - プラチナボーイズ＋Mikazuki 合同イベント「GODO」（2023年8月13日、汐留シオサイト地下歩道）
- 2024年
  - RISING RECORDS PRESENTSプラチナボーイズ＆男澤直樹ミニライブイベント（2024年8月3日、タワーレコードららぽーと立川立飛店／8月4日、タワーレコード錦糸町店／8月17日、LA CITTADELLA タワーレコード川崎／9月7日、タワーレコード 横浜ビブレ店／10月19日、テラスモール松戸／12月14日、イオンモール幕張新都心／12月21日、JR立川駅北口　立川タクロス広場）
  - 渋谷オーシャンズ-Summer Special-Day 2（2024年8月6日、渋谷スターラウンジ）
- 2025年
  - シブヤエンタメ祭×duo昭和歌謡FES（2025年6月1日、渋谷／duo MUSIC EXCHANGE）
  - 渋谷オーシャンズ-August（2025年8月5日、渋谷スターラウンジ）

### イベント
- 「君へ届け」ネットサイン会（2021年7月31日、10月31日、2022年2月6日）

## 出演

### インターネットラジオ
- プラチナボーイズのオールナイトニッポンi（2020年2月-2022年3月、ニッポン放送）

### 個人SNS
- 小池成
  - ⼩池成（プラチナボーイズ） (@J0eKoike420) - X
  - ⼩池成（JOE） (@J0eKoike420) - Instagram

- ⼩川拓哉
  - ⼩川拓哉【プラチナボーイズ】 (@ogataku_0920) - X
  - オガワタクヤ (@takuya_official0920) - Instagram

- ⾼橋良彰
  - ⾼橋良彰/Takahashi Yoshiaki (@yosihhaki.1998) - Instagram

- 東海林瑞輝
  - 瑞輝 (@m_t_official_r) - Instagram

- ⼭ヶ城航希
  - ⼭ヶ城航希 (@kouki_yamagajo) - X
  - ⼭ヶ城航希 (@kouki_yamagajo) - Instagram

- 神⾨朝陽
  - 神⾨朝陽 (@asahi_jimmon) - X
  - 神⾨朝陽 (@asahi_jimmon) - Instagram